# Садовый аэратор
Садо́вый аэра́тор, аэратор для газона, скарификатор (англ. aeration — «вентилирование»; англ. vertical cutter — «вертикальное лезвие»; англ. scarifier  — «разрыхлитель») — инструмент, который используется для удаления высохшей травы, для небольшой подрезки и омоложения газона, для проколов почвы и насыщения её таким образом кислородом.
При использовании газонного аэратора очень важно правильно определиться с плотностью дёрна и грамотно выполнить предварительную настройку высоты ножей. Поэтому, прежде чем выбрать аэратор, необходимо учесть размеры обрабатываемого участка и характер почвы. Цена вертикуттера зависит от функционального оснащения и производительности инструмента, чем выше показатели — тем выше стоимость.

## Аэрация газона
Аэрация проводится для лучшего снабжения корневой системы влагой, кислородом и полезными веществами. Суть ее заключается в том, что при помощи специального аппарата — аэратора или самодельных аналогов вся площадь лужайки прорезается на определенную глубину специальными ножами. В результате корни получают необходимые вещества в большем объеме, а значит травы начинают более активно произрастать.

## Скарификация газона
Скарификация газона позволяет избавиться от сухой травы, соломы и подобного мусора. Чрезмерное накопление такого ненужного материала приводит к увяданию газонной травы, поскольку вода, кислород и солнечные лучи недостаточно проникают к травяному покрову.
Скарификатор убирает мусор с верхнего слоя почвы, не ножами, а гибкими пружинами, таким образом, не прорезая, а как бы расчесывая газон.

## Виды садовых аэраторов
По типу питания различают:
- электрический — работает от электрической сети, перемещение ограничено длиной провода. Наиболее подходит для обработки участков средних размеров. Имеет компактную форму и небольшой вес, при достаточно высоких показателях производительности.
- бензиновый — питается от двигателя внутреннего сгорания на бензиновом топливе. Бензиновые вертикуттеры являются очень мощным оборудованием, подходящим для обработки больших газонов. Оснащены вместительным бензобаком, некоторые модели — объемным травосборником. За счет этого, повышается вес и габариты конструкции.